# Sam Brand
Sam Brand (Peel, 27 febbraio 1991) è un ciclista su strada britannico che corre per il Team Novo Nordisk. È professionista dall'agosto 2017.

## Piazzamenti

### Classiche monumento
- Milano-Sanremo

2018: 136º
2019: 157º
2021: 167º